# Miguel Letelier
Miguel Letelier Valdés (n. Santiago de Chile, 29 de septiembre de 1939 - 3 de diciembre de 2016) fue un compositor, organista y profesor universitario chileno.

## Biografía
Nace en Santiago, Chile, en 1939 en una familia con gran tradición musical. Comienza a componer desde muy joven.
Ingresa a estudiar composición musical a la Universidad de Chile con profesores como Domingo Santa Cruz y Gustavo Becerra. De forma paralela, se gradúa de intérprete en órgano luego de estudiar con Julio Perceval. Viaja a Buenos Aires para estudiar en el Instituto de Altos Estudios Musicales "Torcuato di Tella" luego de ser becado para aquello. En 1979, asume como profesor titular de la cátedras de órgano y composición de la Universidad de Chile.
En 2008 gana el Premio Nacional de Artes Musicales de Chile, uniéndose así a su hermana Carmen Luisa Letelier y a su padre Alfonso Letelier, quienes también recibieron dicho reconocimiento. 